# Hawwara
Hawwara, Havara o Houara fue una confederación tribal bereber importante en la Edad Media, tribu que todavía habita en Aurés (Argelia), en la parte meridional de Marruecos, Libia y parte de los Tuareg pertenecen a esta tribu.
Inicialmente los Hawwara vivieron en Tripolitania (Libia), junto con otras tribus como los de las montañas de Nafusa, los zenata, mazata y libuy, bajo soberanía bizantina.
Durante la conquista califal, comenzaron a ir hacia el oeste como se precisaba para ser parte de los grupos de bereberes que apoyaron a Kusaila y la Kahina contra los árabes. La emigración se prolongará en el tiempo; cerca del año 700 fueron convertidos al islam, o estaban en camino de conversión; su identidad colectiva se asimiló gradualmente con la de los árabes musulmanes y abrazaron masivamente las doctrinas jariyíes; c. 740 participaron en la revuelta jariyí en el Magreb; más tarde, van a ser sufritas, ibaditas y nukkaritas y van a participar en todas las rebeliones de estas corrientes, como ocurrió en 742 con la dirigida por los sufritas Abd al-Wahid al-Huwwari y Ukasha, la del ibadita Abu l-Khattab Abd al-Ala ibn al-Sahm al-Maafiri el 757/767, la de Abu Yazid Makhlad ben Kaydad al-Nukkari el 943-947 o la revuelta bereber de 953.
En estos momentos los hawwara reconocieron la soberanía aglabí y algunos grupos se establecieron en Sicilia y otros fueron hacia el oeste hasta las montañas de Ahaggar. Los diversos jefes de las facciones Havara reconocieron la soberanía de las grandes dinastías norteafricanas (en algunos casos incluso el Califato omeya de Córdoba, los almorávides y los almohades) y solo en algunos casos organizaron pequeños Estados independientes. La represión de los fatimíes (953) y de los Hafsíes (en particular Abu Zakariya Yahya I ben Abd al-Wahid, 1228-1249) entre los siglos X y XIII, fueron debilitados y dejaron de desempeñar un papel político y fueron asimiladas a los pastores árabes de los que adoptaron la lengua y la forma de vida.

## Tribus
Los Haraktas, Nmemchas, Henanchas, los Goumri, entre otros, forman parte de este grupo. Parte de los tuaregs son originarios los Houara. Los Kel Ahaggar de Hoggar provienen de Oulad Teïma, donde se encuentran también en Adrar. Generalmente son vecinos de los Sanhaya y de los Zenata.
Las principales tribus hawwara son:
- Addasa
- Andara
- Awtita (Hutita)
- Baswa
- Gharyan
- Haragha
- Beni Irmazyan (Marmazyan)
- Kaldin
- Kamlan
- Karkuda
- Lahan o Lahana o Luhan (Luhana)
- Maghar
- Malila
- Maslata o Masallata
- Mindasa o Mindas (Mandas o Mandas)
- Misrata
- Razin o Rasin
- Satat
- Tarhuna
- Wannifan (Wannifa)
- Warfalla (Warfal)
- Wargha
- Warsatis (Warsatifa)
- Washtata
- Yaghmorasen (Ghomrasen ?)
- Zakkawa
- Zanzafa

## Al-Ándalus
Los Hawwara entraron en la península ibérica en los primeros tiempos de la conquista islámica, en el siglo VIII, diseminándose por todo el territorio. Han dejado señal toponímica en el este de la península, por ejemplo en Fabara, en  el Bajo Matarraña y otra en la Ribera Baja del Júcar. El topónimo Fabarán de Murcia también se interpreta en relación con este grupo bereber.
Puestos en lo que hubo Hawwaras según los documentos históricos fueron:
- La Cora de Santaver, una importante demarcación del norte de Al-Ándalus que era propiedad de una familia hawwara, los Banu Di-l-Nun.
- Albarracín, donde la familia hawwara de los Banu Razín se hizo con el poder creando la Taifa de Albarracín.
- Marchena, donde se estableció la familia hawwara de los Banu Yahwar.
- Baleares.

## África
En África han dado nombre a:
- Bab Hawara en Trípoli, Libia.
- Según Ibn Jaldún, al Macizo de Ahaggar en el Sahara.
- Benahoare, nombre aborigen de la isla de La Palma en el archipiélago canario, según el historiador Abréu Galindo y por extensión de sus habitantes indígenas, los  Awaras.